# Histoire de la culture des céréales

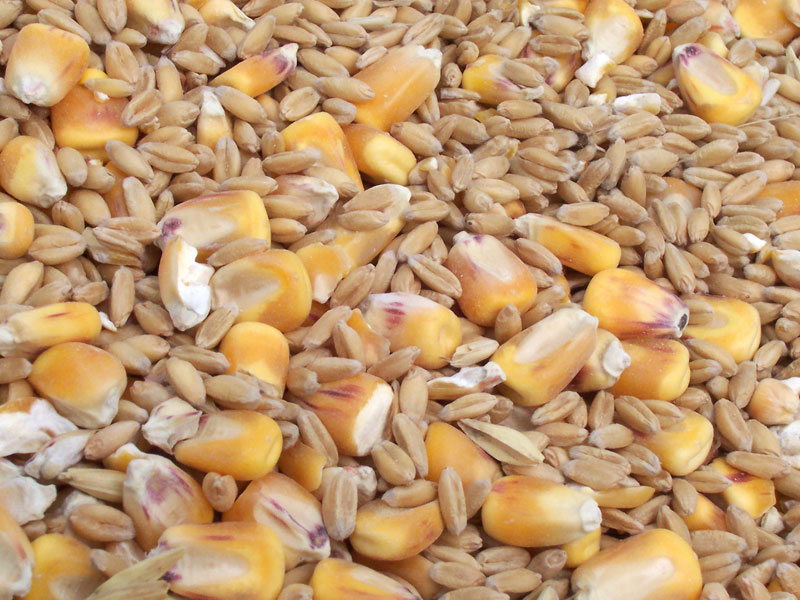
Différentes céréales.

L'histoire de la culture des céréales est un élément majeur de l'histoire alimentaire mondiale aux conséquences économiques, sociales et politiques très importantes. Fondement de l'alimentation dans la majorité des sociétés, les céréales, leur provenance, la difficulté de leur culture, leur pénurie ou leur abondance sont des enjeux essentiels de l'existence humaine. Des émeutes frumentaires aux réformes agraires, les céréales ont joué un rôle central dans certains grands épisodes de l'histoire.
Comme céréales principales, le riz et le blé ont rivalisé jusqu'en 1938, le second se détachant ensuite. Les rendements du blé avaient stagné de la période mérovingienne jusqu'à 1910, entretenant la hantise de la pénurie, dans des sociétés où « le plus grand nombre » tirait la « plupart des calories des céréales ». Elles étaient considérées comme source « majeure des revenus », « régulateur de la prospérité » et du « niveau de l'emploi » et, surtout, « grand garant » de la paix sociale.
La France passe d'un agriculteur nourrissant 1,7 personne vers 1700 à environ 100 personnes au XXIe siècle.
Jusqu'en 1950, les blés de printemps, adaptés aux zones à hiver rude, donnent un second souffle aux peuplements nés des ruées vers l'or en Russie, Australie et Californie. Dès 1925, les prairies de l'Ouest canadien assurent la moitié du commerce mondial du blé après avoir triplé leur part grâce au soutien de l'État et aux coopératives. Le blé du Midwest américain rivalise économiquement avec le coton du Sud, et les céréales des pampas d'Argentine avec le café du Brésil et du Venezuela.
En 2017, le maïs est la principale céréale (1 135 millions de tonnes) devant le riz et le blé (770 millions de tonnes chacun) sur un total toutes céréales de 2 980 millions de tonnes. La Chine est devenue le leader mondial de la production de céréales.

## Chronologie

### Géopolitique
- 1756-1763 : guerre de Sept Ans
- 1772 : partition de la Pologne
- 1774 : le traité de Kutchuk-Kaïnardji clôt la première guerre russo-turque
- 1828-1829 : guerre de 1812 entre les États-Unis et le Royaume-Uni
- 1821-1829 : guerre d'indépendance grecque
- 1828-1829 : guerre russo-turque de 1828-1829
- 1854-1856 : guerre de Crimée
- 1861-1865 : guerre de Sécession
- avril 1917 : entrée des États-Unis dans la Première Guerre mondiale

### Grand négociants et meuniers ayant marqué leur époque
- 1784 : le négociant Antoine-Ignace Anthoine, futur Maire de Marseille, s'implante à Kherson après Constantinople ;
- 1864 : Léopold Louis-Dreyfus importe, de Zurich, les blés de Hongrie ;
- 1875 : Will Cargill investit dans des grands silos à La Crosse (Wisconsin) ;
- 1876 : Bernhard Warkentin fonde le Kansas City Board of Trade avec d'autres meuniers ;
- 1881 : Cadwallader Washburn fait partie des meuniers qui fondent le Minneapolis Grain Exchange ;
- Années 1980 : Marc Rich implante à Genève son négoce de blé russe.

### Sélection des variétés céréalières
- XVIIe siècle : la « Touzelle » et la « Bladette du Toulousain » recherchés par les boulangers d'Europe ;
- 1753 : Carl von Linné fait publier Species plantarum (les espèces des plantes) nonenclature d'environ 8 000 végétaux affinée peu après par Lamarck, Host et Wildenow ;
- 1830 : le blé Noé, implanté en Beauce ;
- Années 1830 : le blé Pétanielle, bon pour les pâtes, cultivé de l'Aquitaine au Dauphiné, en Aragon, Catalogne et Italie[6] ;
- 1842 : David Fife importe au Canada un blé rouge de printemps, le blé 'Red Fife' ;
- 1847 : hybridation involontaire du « maïs denté » dans l'Illinois ;
- Années 1870 : introduction du Manitoba Number One Northern, blé de printemps ;
- 1882 : voyage en Russie du professeur Charles Gibb pour étudier la résistance au froid de blés ;
- 1883 : blés hybrides d'Henry de Vilmorin;
- 1886 : Goegginger, négociant en blé de Riga expédie 100 boisseaux de semence de blé Ladoga au Canada[7] ;
- 1892 : le blé Hard Red Calcutta essayé dans les fermes expérimentales canadiennes ;
- 1904 : le blé Marquis repéré dans les fermes expérimentales canadiennes, diffusé via 28 échantillons ;
- 1909 : le blé Marquis diffusé sous la forme de 400 échantillons.

### Nouvelles technologies
- 1701 : le semoir inventé par Jethro Tull (agronome) ;
- 1827 : charrue Pluchet ;
- 1837 : prototypes de charrues dans l'Illinois et en Lorraine ;
- 1842 : silos-élévateurs à grains ;
- 1847 : Cyrus McCormick installe une usine de moisonneuses à Chicago ;
- 1852 : faucheuse mécanique ;
- Octobre 1861 : câble télégraphique transaméricain ;
- 29 juillet : 1866 : câble télégraphique transatlantique ;
- 1872 : moissonneuse-lieuse.

### Grands axes ferroviaires
- 1854 : le chemin de fer rejoint le Mississippi à l'ouest de Chicago ;
- 1855: création de la Compagnie des chemins de fer de l'État autrichien, qui relie Pesth à la Mer en 1861 ;
- 1867 : le Kansas Pacific Railway arrive à Abilene (Kansas) ;
- 1869 : le Kansas Pacific Railway arrive à Kansas City ;
- 1869 : le Premier chemin de fer transcontinental est achevé ;
- 1872 : chemin de fer Intercolonial, reliant l'Ontario et Halifax, port libre de glaces l'hiver ;
- 1885 : achèvement du chemin de fer Canadien Pacifique (CFCP) ;
- 1927 : achèvement du chemin de fer de la Baie d'Hudson.

### Grands axes fluviaux
- 1681 : ouverture du canal du Midi pour les blés du Languedoc ;
- 1824 : ouverture du canal de Lachine, début de la voie maritime du Saint-Laurent ;
- 1825 : ouverture du canal Érié reliant lac Érié à New York ;
- 1829 : ouverture du canal Welland (commencé en 1824), reliant lac Érié et lac Ontario ;
- 1832 : ouverture du canal Ohio-Érié, sur 500 km, reliant le lac Érié et la Vallée de l'Ohio ;
- 1832 : l'Evans Ship Canal permet de décongestionner le canal Érié ;
- 1838 : ouverture du canal latéral de Roanne à Digoin, qui remédie aux basses-eaux de la Loire ;
- 1847 : fin de l'agrandissement du canal de Lachine renforçant la voie maritime du Saint-Laurent ;
- 1848 : ouverture du canal Illinois et Michigan, l'"Illinois Waterway", relie Grands Lacs et Mississippi, jusqu'au golfe du Mexique.

### Arts et littérature
- Northern Lights, Caméra d'or au Festival de Cannes de 1979, de John Hanson et Rob Nilsson, raconte la colère contre les grandes sociétés dans les milieux céraliers dans le Dakota du Nord.
- Les Raisins de la colère, du romancier John Steinbeck décrit de façon poignante la période de grande crise agricole des années 1930, temps fort de l'histoire américaine des céréales.
- Paper Wheat (Papier de Blé), est une pièce de théâtre sur la formation des coopératives céréalières au Canada et le développement du mouvement coopératif dans les Prairies Canadiennes[Coll 1]. La pièce a été adaptée à l'écran par le cinéaste Albert Kish.

Note
1. ↑  « Paper Wheat », Collection, sur Collection, National Film Board of Canada (consulté le 10 avril 2010).